# Covaccino
Il covaccino è una sottile schiacciata di farina e lievito, molto diffusa soprattutto in Toscana, cotta nel forno a legna, condita con olio e sale. Solitamente a cottura ultimata si aggiungono vari ingredienti rendendo il covaccino simile a una pizza bianca.
Ottima da sola, ma ideale per accompagnare salumi, formaggi, verdure sott'olio, e altro.